# Agrypon seminigrum
Agrypon seminigrum là một loài tò vò trong họ Ichneumonidae.